# Baia de Fier
Baia de Fier est une commune roumaine située dans le județ de Gorj.